# Teoria degli anelli
In matematica, e più precisamente in algebra, la teoria degli anelli è lo studio degli anelli, strutture algebriche dotate delle operazioni di somma e prodotto simili ai numeri interi.

## Introduzione informale

### Definizione
Un anello è una struttura algebrica dotata di un sostegno {\displaystyle A} e di due operazioni, chiamate somma e prodotto, che soddisfano le proprietà seguenti: 
- {\displaystyle A} è un gruppo abeliano rispetto alla somma, con elemento neutro 0;
- {\displaystyle A} è un monoide rispetto al prodotto, con elemento neutro 1;
- le operazioni di somma e prodotto sono collegate dalla proprietà distributiva.

Informalmente, si chiede che somma e prodotto soddisfino le stesse proprietà valide nei numeri interi, tranne una: non è richiesto infatti che il prodotto sia commutativo (mentre è richiesto che la somma lo sia).
Un anello in cui anche il prodotto è commutativo è un anello commutativo. Oltre ai numeri interi, esempi classici di anelli sono gli spazi di matrici (non commutativo) e soprattutto di polinomi (commutativo). Spesso questi spazi hanno anche una struttura di spazio vettoriale, e vengono quindi chiamati algebre.
Come nelle altre strutture algebriche, un omomorfismo è una funzione fra anelli che preserva le operazioni. Un isomorfismo è un omomorfismo che ammette un inverso.
Alcuni autori non richiedono che sia presente l'elemento neutro 1 per la moltiplicazione nella definizione di anello, e parlano di anello con unità nel caso in cui ci sia.

### Campo
Un anello è una struttura molto flessibile, che può avere molte proprietà aggiuntive, ad esempio la commutatività del prodotto, e le più importanti fra queste strutture aggiuntive hanno un nome. La struttura più importante è sicuramente quella di campo: un campo è un anello commutativo in cui tutti gli elementi (tranne lo zero) hanno un inverso rispetto al prodotto. Esempi di campi sono gli insiemi dei numeri razionali, reali, complessi. I campi sono alla base della definizione degli spazi vettoriali, e di fondamentale importanza per la teoria di Galois: la disciplina che li studia è la teoria dei campi.

## Ideali
Un ruolo importante nella teoria degli anelli è giocato dagli ideali, che si comportano in modo simile ai sottogruppi normali nella teoria dei gruppi. Un ideale è un sottoinsieme dell'anello chiuso rispetto alla somma e al prodotto per qualsiasi elemento dell'anello (assumiamo qui che l'anello sia commutativo, per semplicità). L'importanza di questa nozione sta nei fatti seguenti:
- il nucleo di un omomorfismo è un ideale;
- se {\displaystyle I} è un ideale di {\displaystyle A}, si può fare il quoziente {\displaystyle A/I} che è ancora un anello.

In questo modo è possibile costruire molti anelli a partire da uno dato, quozientando per i suoi ideali. Ad esempio, l'anello
{\displaystyle K[x_{1},\ldots ,x_{n}]}
dei polinomi in {\displaystyle n} variabili a coefficienti nel campo {\displaystyle K} contiene molti ideali, e tramite quoziente si costruiscono molte tipologie differenti di anelli. Questi ideali giocano un ruolo da protagonista in geometria algebrica per il fatto seguente:
- ogni ideale di {\displaystyle K[x_{1},\ldots ,x_{n}]} definisce una varietà algebrica in {\displaystyle K^{n}}, e viceversa.

Lo studio degli ideali in un anello fissato è quindi di fondamentale importanza. Tra questi, i più rilevanti per la geometria algebrica sono gli ideali primi e gli ideali massimali. Gli ideali principali sono gli ideali generati da un solo elemento.

## Tipologie di anelli
Nelle definizioni che seguono gli anelli sono sempre supposti commutativi.
Un dominio d'integrità è un anello in cui non esistono divisori dello zero, cioè elementi {\displaystyle a} tali che {\displaystyle ab=0} per qualche altro elemento {\displaystyle b} non nullo. L'anello degli interi non contiene divisori dello zero (tranne lo zero, ovviamente), ma è facile costruire anelli di polinomi che ne contengono.
Un anello a fattorizzazione unica è un anello in cui ogni elemento si fattorizza in modo unico come prodotto di elementi primi, similmente a quanto accade nei numeri interi con il Teorema fondamentale dell'aritmetica.
Un anello a ideali principali è un anello in cui ogni ideale è principale.
Un anello euclideo è un anello in cui è possibile effettuare una sorta di divisione con resto, e quindi l'algoritmo di Euclide per la determinazione del massimo comune divisore.
Le definizioni date sono una contenuta nell'altra; valgono infatti le implicazioni seguenti:
campo ⇒ anello euclideo ⇒ anello a ideali principali ⇒ anello a fattorizzazione unica ⇒ dominio d'integrità ⇒ anello commutativo.